# Pierre Strauwen
Pierre Henri Strauwen (* 3. September 1886 in Laeken; † 7. November 1968 in Schaerbeek) war ein belgischer Schwimmer.

## Karriere
Strauwen gewann 1907 die belgische Meisterschaft im Brustschwimmen. 1908 nahm er an den Olympischen Spielen in London teil. Im Wettbewerb über 200 m Brust erreichte er den vierten Rang seines Vorlaufes.
Später arbeitete Strauwen als Gastronom und war Vizepräsident des Cercle Royal de Natation de Bruxelles.